# Xenops mexicanus
El Xenops mexicanus és un ocell passeriforme de la subfamília Furnariinae de la família dels Furnariidae. Es troba des del sud de Mèxic passant per Panamà fins al nord de Colòmbia, el nord-oest de Veneçuela i l'oest de l'Equador. Antigament es considerava coespecífic amb el xenop senzill.

## Taxonomia
El Xenops mexicanus va ser descrit formalment el 1857 pel zoòleg anglès Philip Sclater a partir d'exemplars recollits prop de Còrdova, Veracruz, al sud de Mèxic per Auguste Sallé. Sclater va encunyar el nom binomial Xenops mexicanus. El Xenops mexicanus és ara una de les cinc espècies col·locades en el gènere Xenops que va ser introduït el 1811 per Johann Illiger. Antigament es considerava coespecífic amb el xenop senzill. Estudis recents fets per Harvey et al. (2015), entre altres, han empès al  Congrés Ornitològic Internacional i al Comite de Clasificacions de Sud-amèrica a separar-lo de xenops minutus i xenops genibarbis en funció de les diferències en el plomatge, les vocalitzacions i la seqüència d'ADN.
Es reconeixen cinc subespècies:
- X. m. mexicanus (Sclater, 1857) – sud de Mèxic fins a Hondures.
- X. m. ridgwayi (Hartert & Goodson, 1917) – Nicaragua fins al centre de Panamà.
- X. m. littoralis (Sclater, PL, 1862) - a l'est de Panamà i al nord de Colòmbia a l'oest de Colòmbia, a l'oest de l'Equador i al nord-oest del Perú.
- X. m. olivaceus (Aveledo & Pons 1952) – nord-est de Colòmbia.
- X. m. neglectus (Todd, 1913) - nord-est de Colòmbia i nord de Veneçuela.